# Chano
Chano (Chan en la variedad local del asturleonés) es una localidad del municipio de Peranzanes, integrado actualmente en la comarca de El Bierzo, provincia de León, Comunidad Autónoma de Castilla y León, España, situado en la comarca tradicional de Fornela. Celebra sus fiestas patronales del 15 al 17 de agosto. 
En sus cercanías se encuentra un castro, el Castro de Chano, que se cree fue habitado entre los siglos I a.d. C. y la primera mitad del I d. C. Dicho castro se entronca en la Cultura castreña del Noroeste.

## Evolución demográfica
| 2000 | 2001 | 2002 | 2003 | 2004 | 2005 | 2006 | 2007 | 2008 | 2009 | 2010 | 2011 |
| 62   | 61   | 63   | 64   | 66   | 63   | 65   | 69   | 70   | 72   | 75   | 83   |